# Nicósia (distrito)

Mapa da Chipre mostrando distrito de Nicósia (vermelho vivo).

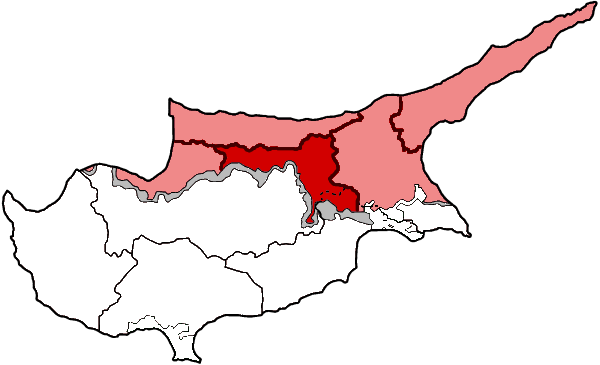
Localização do distrito de Nicósia no Norte de Chipre.

O Distrito de Nicósia é um dos 6 distritos de Chipre. Sua cidade principal é a capital do Chipre, Nicósia. O norte do distrito está ocupado pelo exército turco desde 1974. 
Nicosia ou Leukosia - oficialmente se prefere a primeira denominação que significa (cidade) da vitória, enquanto, também em grego, Leucosia significa (cidade) da brancura -, o nome que lhe dão os turcos é uma mera deformação do segundo nome grego: (em grego Λευκωσία, em turco Lefkoşa); com uma população de 200.686 habitantes (2001), é a capital de Chipre e da República Turca do Norte de Chipre. Nicosia é um centro administrativo dividido em norte (turco) e sul (grego) por uma zona desmilitarizada, mantida pelas Nações Unidas. A cidade é um centro de compras e é fabricante de têxteis, couro, olaria e plásticos entre outros produtos. Também conta com minas de cobre cerca da cidade.
Conhecida como Ledra ou Ledrae em tempos antigos, a cidade foi a sede dos reis de Chipre desde 1192. Passou a fazer parte do reino de Veneza em 1489 e caiu em mãos dos turcos em 1571. Nicosia sofreu um período de extrema violência antes da independência, e desde a invasão turca em 1974, parte da zona norte da cidade tem estado dentro dos limites de uma zona vigiada pela ONU na chamada "linha verde" ou "linha Atila".
Pese os estragos provocadas pelos invasores turcos, Nicosia como as outras principais cidades de Chipre mantém restos arqueológicos gregos já desde o chamado período "arcaico", a estes se somam as interessantes arquiteturas góticas edificadas pelos erroneamente apelados "francos" ou "latinos" a partir das cruzadas e até a ocupação turca. Entre estas edificações se destaca a catedral de Nicosia de estilo gótico.